# Sascha Zacharias
Sascha Zacharias (* 23. Februar 1979 in Stockholm) ist eine schwedische Schauspielerin.

## Leben
Sascha Zacharias wurde als Tochter des Schauspielers Sven-Bertil Taube (1934–2022) und der Schauspielerin Ann Zacharias 1979 geboren. Sie ist zudem Enkelin des Dichters Evert Taube. Nach ihrem 18. Geburtstag arbeitete sie hauptsächlich in Italien. Deutschlandweit bekannt wurde sie in der Hauptrolle in der zweiten Staffel der schwedischen Fernsehreihe Rebecka Martinsson.

## Filmografie (Auswahl)
- 1999: Il cielo in una stanza
- 2000: Primetime Murder (Thriller)
- 2003: Kärlekens språk
- 2009: Un'estate ai Caraibi
- 2009: Mera ur kärlekens språk
- 2010: Ein Koch für alle Fälle (11 Folgen)
- 2011: Tatanka
- 2011: Anche se è amore non si vede
- 2012: Caruso (Fernsehfilm)
- 2015: Kommissar Rex (Fernsehserie, 2 Folgen)
- ab 2017: Rebecka Martinsson (Fernsehserie)
- 2021: Menschen in Angst (Folk med ångest, Fernsehserie, 2 Folgen)